# Hans Gstöttner
Hans Gstöttner (ur. 2 grudnia 1967) – wschodnioniemiecki, a potem niemiecki zapaśnik walczący przeważnie w stylu wolnym. Dwukrotny olimpijczyk. Ósmy w Seulu 1988 i czwarty w Barcelonie 1992. Walczył w kategorii 82 kg.
Brązowy medalista mistrzostw świata w 1994. Zdobył cztery medale na mistrzostwach Europy w latach 1988–1994. Czwarty w Pucharze Świata w 1999 i piąty w 1998 roku.
Mistrz NRD w 1988; drugi w 1986 i 1987. Mistrz Niemiec w latach 1991–1996 i 1999 roku.